# Henryk Jagiełło
Henryk Jagiełło (ur. 15 lipca 1896 w Krakowie, zm. 17–18 kwietnia 1940 w Katyniu) – kapitan łączności Wojska Polskiego, uczestnik I wojny światowej i wojny polsko-bolszewickiej.

## Życiorys
Syn Mikołaja i Marii z Dudów w Krakowie. Walczył w I wojnie światowej w szeregach II Korpusu Polskiego w Rosji. Następnie wziął udział w wojnie polsko-bolszewickiej. Po zakończeniu działań wojennych został zdemobilizowany w stopniu starszego sierżanta.
15 sierpnia 1928 prezydent RP mianował go podporucznikiem rezerwy ze starszeństwem z 1 sierpnia 1928 i 1. lokatą w korpusie oficerów łączności. W 1931 jako oficer rezerwy został powołany do służby czynnej i wyznaczony na stanowisko dowódcy kompanii szkolnej w pułku radiotelegraficznym w Warszawie. 29 września 1932 został przemianowany z dniem 1 lipca 1932 na oficera zawodowego w stopniu porucznika ze starszeństwem z 1 stycznia 1931 i 18. lokatą w korpusie oficerów łączności. Prezydent RP nadał mu stopień kapitana ze starszeństwem z 1 stycznia 1936 i 14. lokatą w korpusie oficerów łączności. Później, w tym samym korpusie osobowym, stopniu i starszeństwie, został przeniesiony do grupy technicznej i sklasyfikowany z 5. lokatą. W marcu 1939 nadal pełnił służbę w pułku radio na stanowisku komendanta parku. 
W czasie kampanii wrześniowej 1939 dostał się do sowieckiej niewoli. Już w grudniu 1939 przebywał w obozie w Kozielsku. 16 kwietnia 1940 został przekazany do dyspozycji naczelnika Zarządu NKWD Obwodu Smoleńskiego. 17 lub 18 kwietnia 1940 zamordowany w Katyniu i tam pogrzebany. Od 28 lipca 2000 spoczywa na Polskim Cmentarzu Wojennym w Katyniu.
5 października 2007 minister obrony narodowej Aleksander Szczygło mianował go pośmiertnie na stopień majora. Awans został ogłoszony 9 listopada 2007, w Warszawie, w trakcie uroczystości „Katyń Pamiętamy – Uczcijmy Pamięć Bohaterów”.
Był żonaty. Miał dwóch synów: Henryka i Zbigniewa.

## Ordery i dznaczenia
- Krzyż Niepodległości – 16 września 1931 „za pracę w dziele odzyskania niepodległości”[11][2]
- Krzyż Walecznych czterokrotnie – 1922 „za czyny orężne w czasie bojów Legionów Polskich”[12][7][13]
- Złoty Krzyż Zasługi[7]
- Srebrny Krzyż Zasługi[7]
- Krzyż Kampanii Wrześniowej – pośmiertnie 1 stycznia 1986[14]